# 발루아앙주가

발루아앙주 가의 문장.

발루아앙주 가(프랑스어: Maison de Valois-Anjou, 이탈리아어: Casa Valois-Angiò)은 프랑스의 왕실 가문인 발루아가에서 분파한 프랑스의 귀족 가문이다. 발루아앙주가 출신들은 나폴리의 군주이자 그외 다양한 영토를 소유했었다.

## 역사
발루아앙주가 프랑스왕 장 2세가 권력을 장악한 1350년대에 시작되었다. 그의 친할머니인 마르그리트 당주는 앙주 카페가의 여공이였다. 그녀는 나폴리의 군주 카를로 2세 디 나폴리의 장녀였기에 장 2세의 차남인 루이에게 이후에 앙주 공국이 되는 백국을 주게 된다.
카페 앙주가의 주요일족이였던 조반나 1세 디 나폴리 여왕은 자신이 아이를 가질수 없다는 것을 깨달았다. 그럼에도 그 예로 두라초 앙주가 같은 카페 앙주가의 주요 일족의 후계자들이 단절되어있었고, 그녀는 루이를 그녀의 최종적 후계자로서 입양하기로 결정한다.
추가적으로 이탈리아 남부에 아라곤인들과 카페 앙주가 사이에 분쟁으로, 카페 앙주가의 고위 일족과 하위 일족들은 나폴리 왕국의 영지를 차지하기 위한 경쟁을 펼쳤다.
두라초 앙주가는 초기에는 나폴리의 통제권을 안정화시키는데 성공해내지만, 발루아앙주가가 프로방스를 확보해내고 1389년에서 1399년까지 실질적인 나폴리 도시의 장악력을 지니면서, 나폴리 왕좌 경쟁을 계속해내었다.
1435년에 두라초 앙주가의 단절로 일시적으로 발루아앙주가는 나폴리를 확보해냈지만, 1442년에 알폰소 5세 다라곤에게 나폴리에서 축출되고 말았다.
발루아앙주가 계열의 마지막이자 세 번째 공작인 르네가 1480년에 사망하고, 앙주는 프랑스 왕령으로 돌아가게 되었다. 그의 조카인 샤를 5세 당주 멘 공작도 1481년에 사망하면서 프로방스를 포함한 모든 앙주 가문의 영지는 왕실 소유지로 반환되었다.
앙주 가문의 나폴리에 대한 주장은 르네의 장녀인 욜랑드의 후손들인 로렌가에 의해 간헐적으로 계속되었으며, 특히 발루아앙주가의 방계 가문인 기즈가 출신인 프랑수아 드 기즈 공작이 나폴리 왕국을 상대로 프랑스 원정군을 이끈 1551년에서 1559년 사이 발생한 발루아 합스부르크 전쟁 동안이 그랬었다.

## 같이 보기
- 앙주 제국
- 플랜태저넷 가 또는 초대 앙주 왕가
- 앙주의 카페 가문 또는 2대 앙주 왕가
- 플랜태저넷 가문의 문장